# 斯蒂格布雷庫弗薩海崖
71°55′S 5°53′E / 71.917°S 5.883°E
斯蒂格布雷庫弗薩海崖（英語：Styggebrekkufsa Bluff）是南極洲的海崖，位於毛德皇后地的阿斯特里德公主海岸，屬於穆利格-霍夫曼山脈的一部分，由挪威製圖師根據該國探險隊拍攝的測量和空中照片繪入地圖，現時由南極條約體系管理。